# Louis Eugène Bouvier
Eugène Louis Bouvier (9 de abril de 1856 – 14 de janeiro de 1944) foi um entomologista e carcinologista francês.
Foi professor no Muséum national d'Histoire naturelle em Paris, sendo um de seus estudantes Rodolpho von Ihering. Estudou junto com Alphonse Milne-Edwards alguns dos crustáceos da expedições Travailleur e Talisman (1880-1883).

## Obras
- Vie psychique des insectes (1919)
- Habitudes et Métamorphoses des insectes (1919)
- Le Communisme chez les insectes (1926)
- Monographie des lépidoptères saturnides (1934)
- Décapodes marcheurs de la faune de France (1940).